# Acalypha cinnamomifolia
Acalypha cinnamomifolia é uma espécie de flor do gênero Acalypha, pertencente à família Euphorbiaceae.